# Búger
Búger es una localidad y municipio español de la comunidad autónoma de Islas Baleares. Situado en el norte de la isla de Mallorca, perteneciente a la comarca del Raiguer.
Búger está situado en la comarca del Raiguer en Mallorca sus pueblos vecinos son Campanet, La Puebla, Inca y Selva. Búger tiene una población de 1.021 habitantes y una superficie de 8,27 km². La altitud de Búger es más o menos de 100 m, la vegetación es de almendros y algarrobos. Su agricultura es la almendra y algarrobas, y su ganadería es ovina y porcina. Es un pueblo que no tiene industria, antiguamente se hacían "picarols" (cencerros) y cubiertos de madera.

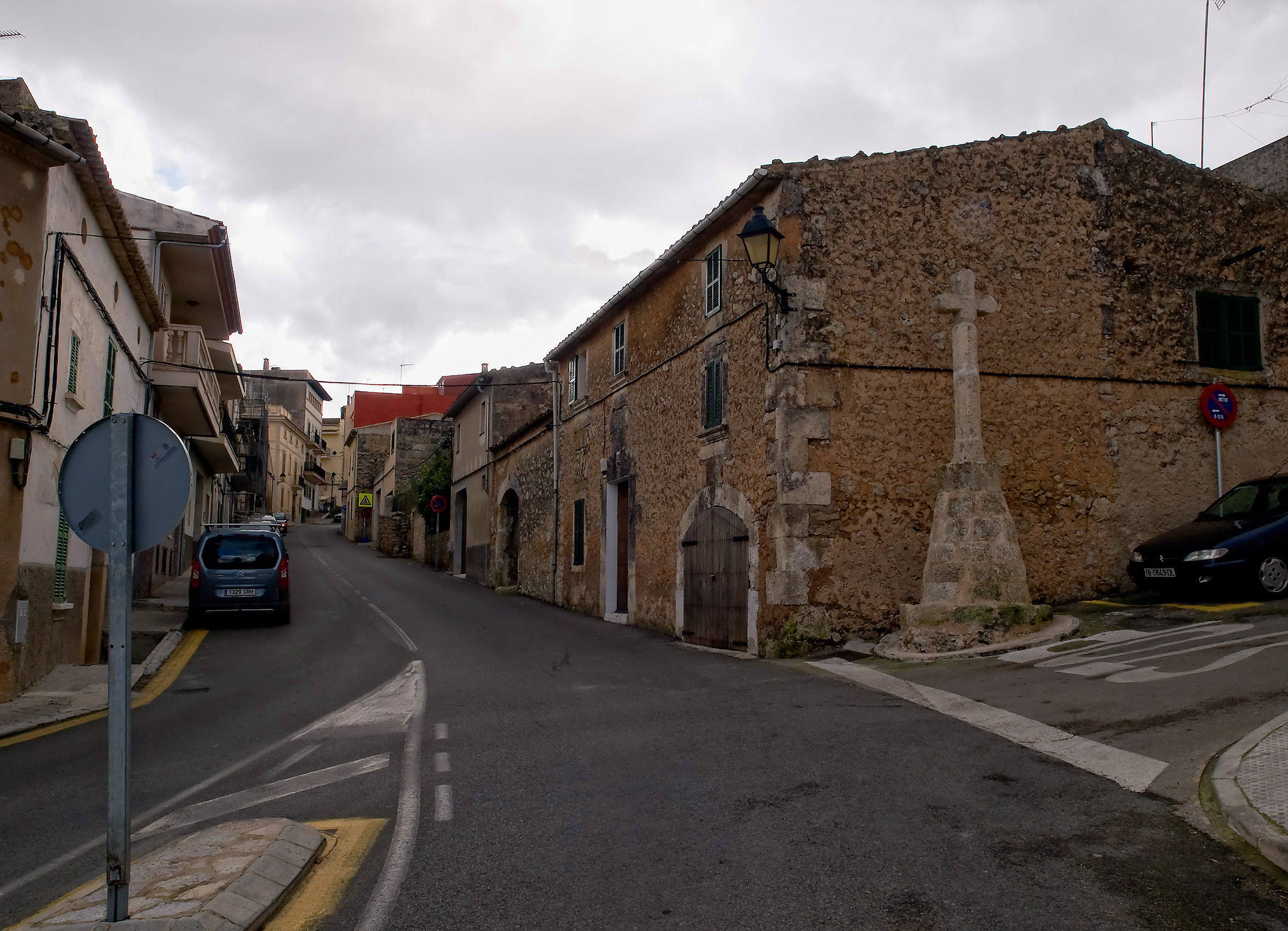
Por las calles de Búger.

En la etapa musulmana el distrito al que pertenecía es a INKAN y en el repartimiento de Mallorca en la edad de los cristianos fue parte real.
Posee una situación estratégica enclavada en un cerro alto dominando la llanura norte de la isla (La Puebla, Muro, Santa Margarita y Albufera) haciéndola difícilmente accesible por su fuerte pendiente en sus caras N, S y E, lo cual unido a los resto arqueológicos del Taialot de Ca s'Eixamer, puede dar una idea de haber sido un emplazamiento o poblado prerromano.

## Demografía
Búger cuenta con una población de 1199 habitantes (INE 2024).
| Gráfica de evolución demográfica de Búger entre 1842 y 2021                                                           |
| |
| Población de derecho según los censos de población del INE. Población de hecho según los censos de población del INE. |